# Mapania linderi
Mapania linderi är en halvgräsart som beskrevs av John Hutchinson och Ernest Nelmes. Mapania linderi ingår i släktet Mapania och familjen halvgräs. Inga underarter finns listade i Catalogue of Life.